# Pálkova vila
Pálkova vila (slovensky Vila Ing. Pálku) je vila v Liptovském Mikuláši na Školské ulici. Jejím autorem je československý architekt Vladimír Karfík. Nachází se na nároží ulice uprostřed parcely a je obklopena velkou zahradou. 

## Vnější popis budovy
Dvoupatrová vila s tradiční zděnou konstrukcí vyniká v okolní zástavbě, od které se liší plochou střechou, neomítnutým režným zdivem a hlavně funkcionalistickým hmotovým provedením. Do domu se vstupuje ve středu dlouhého průčelí. Nad vstupem je arkýř s rohovým oknem. 

## Dispoziční a materiálově-hmotové řešení
Dispoziční řešení se odvíjí kolem centra, jádra půdorysu, ze kterého vybíhají jednotlivá křídla budovy s jednou místností. Na jižní straně se nachází obývací společenská místnost s krbem otevřená směrem k terase. Severní křídlo působí nesouvisle, ale ve skutečnosti efektivně propojuje kuchyň s jídelnou a ostatními prostory pro služebnictvo. Obslužné křídlo je ukončeno garáží, jejíž zadní stěna je obloukově ukončena. Zubořez nacházející se na objektu souvisí s dnes již neexistující dřevěnou pergolou, která byla situována nad obývacím pokojem. 
Překlad je výtvarně přiznán odlišným uložením režného zdiva. Typicky slovenským zvykem z tohoto období je hrubě opracovaný travertinový sokl, jenž připoutává objekt k zemi. Střechy jednotlivých objemů lemuje korunní římsa z bílé omítky, která je jasně ohraničuje v prostoru.

## Funkce
Pálkova vila již neslouží své původní funkci, a to bydlení. Její prostory byly využívány pro mateřskou školu, později pro Centrum pro léčbu drogově závislých a Pedagogicko-psychologické centrum. Následně se budova vrátila původním majitelům, avšak ti ji nevyužívají a stavba je tak opuštěná.

## Vlivy na dílo
Karfík vypracoval projekt v roce 1938 ve Zlíně. Protože ve válečných letech občanská výstavba stagnovala, byla návrh realizován až v roce 1944. Znalosti zásad funkcionalisticko-racionální architektury Le Corbusiera a principů organické architektury, kterou prosazoval Frank Lloyd Wright, uplatnil Vladimír Karfík i při projektování vily Ing. Pálky.
Mimo výtvarnosti je cítit vlivy Frank Lloyd Wrighta i co se týče dispozičního řešení. Půdorys trochu připomíná Wrightovy prérijní dispozice. Tento typ půdorysu je charakteristický existencí jakéhosi centra půdorysu, případně kompaktnějšího jádra, z něhož vybíhají jednotlivá křídla budovy s jednou místností.
Dispoziční řešení vybíhajících křídel se věrně odráží i ve hmotové skladbě. Na rozdíl od Frank Lloyd Wrighta však Karfík nepoužil mělké ploché střechy konzolovitě přečnívající do exteriéru, ale typicky evropské, le corbusiérovsky ploché. Z celé hmotové skladby lze cítit corbusierovskou škatulkovitost.